# Parapezus angolensis
Parapezus angolensis är en skalbaggsart som beskrevs av Stefan von Breuning 1938. Parapezus angolensis ingår i släktet Parapezus och familjen långhorningar.
Artens utbredningsområde är Angola. Inga underarter finns listade i Catalogue of Life.